# Abreschviller
Abreschviller là một xã trong vùng Grand Est, thuộc tỉnh Moselle, quận Sarrebourg, tổng Lorquin. Tọa độ địa lý của xã là 48° 38' vĩ độ bắc, 07° 05' kinh độ đông. Abreschviller nằm trên độ cao trung bình là 273 mét trên mực nước biển, có điểm thấp nhất là 250 mét và điểm cao nhất là 968 mét. Xã có diện tích 41,29 km², dân số vào thời điểm 1999 là 1285 người; mật độ dân số là 31 người/km².

## Thông tin nhân khẩu
| 1962  | 1968  | 1975  | 1982  | 1990  | 1999  |
| ----- | ----- | ----- | ----- | ----- | ----- |
| 1.353 | 1.421 | 1.381 | 1.309 | 1.233 | 1.285 |

## Nhân vật
- Alexandre Chatrian, nhà văn (1826-1890)